# Municipio de Green (Nebraska)
El municipio de Green (en inglés: Green Township) es un municipio ubicado en el condado de Saunders en el estado estadounidense de Nebraska. En el año 2010 tenía una población de 261 habitantes y una densidad poblacional de 3,22 personas por km².

## Geografía
El municipio de Green se encuentra ubicado en las coordenadas 41°5′25″N 96°31′5″O / 41.09028, -96.51806. Según la Oficina del Censo de los Estados Unidos, el municipio tiene una superficie total de 81.16 km², de la cual 80,97 km² corresponden a tierra firme y (0,24 %) 0,2 km² es agua.

## Demografía
Según el censo de 2010, había 261 personas residiendo en el municipio de Green. La densidad de población era de 3,22 hab./km². De los 261 habitantes, el municipio de Green estaba compuesto por el 97,32 % blancos, el 0,77 % eran amerindios y el 1,92 % eran de una mezcla de razas. Del total de la población el 0 % eran hispanos o latinos de cualquier raza.